# Hooge
Hooge è un piccolo villaggio lungo la strada Nazionale numero 8, a circa due miglia ad est di Ypres, in Belgio.

## Eventi bellici
Hooge fu teatro di pesanti combattimenti nella prima guerra mondiale prevalentemente tra l'esercito tedesco e quello inglese. Militarmente la località è famosa per avere visto impiegato per la prima volta sul campo di battaglia il "lanciafiamme" (anche detto arma a fuoco liquido) - (Flammenwerfer), da parte dei tedeschi. Si trattava di un cilindro, imbragato sulla schiena di un uomo, con un'appendice tubolare dal cui ugello fuoriusciva una fiamma con una gittata fino a 25 metri provocante un denso fumo nero ondeggiante.
Con questo tipo di arma, i tedeschi lanciarono un attacco verso le truppe inglesi il 30 luglio 1915.
In detta località si verificò un altro evento bellico importante per il tipo di esplosivo impiegato, condotto questa volta dagli inglesi, il 19 luglio 1915 che, per fare esplodere delle fortificazioni in cemento armato, scavarono un tunnel sotto di esse che poi riempirono con 3500 libbre di un nuovo tipo di esplosivo chiamato "Ammonal".
L'esplosione provocò la distruzione dei manufatti di difesa tedeschi e creò un enorme cratere largo 37 m e profondo 6,1 m posto tra lo stagno di Bellewaerde (oggi sede di un parco divertimenti) e Menin Road (Meenseweg in lingua locale). Una controffensiva tedesca nel giugno 1916 determinò l'insorgere di altri 3 crateri in prossimità del cratere originale. Al termine della guerra il cratere venne colmato ed utilizzato come fossa comune per centinaia di salme mentre i 3 crateri rimanenti vennero uniti e trasformati in uno stagno di proprietà dell'Hotel Kasteelhof 't Hooghe. Nelle vicinanze oggi sorgono l'Hooge Crater Museum e l'Hooge Crater Cemetery ove sono sepolte 5.922 salme di entrambi gli schieramenti, di cui 3.500 ignote.
A Hooge morì combattendo nel 1915 il pittore francese Henri Doucet.